# Grande amore
Chansons du Festival de Sanremo et chansons représentant l'Italie au Concours Eurovision de la chanson
La mia città
(2014) Nessun grado di separazione
(2016)

Grande amore (Grand amour) est une chanson du trio de chanteurs d'opéra-pop Il Volo qui a remporté le Festival de Sanremo 2015 et représente l'Italie au Concours Eurovision de la chanson 2015 à Vienne, en Autriche, où elle se classe troisième du classement général mais première des votes des téléspectateurs.

## Eurovision 2015
Elle participe à la finale du Concours Eurovision de la chanson 2015, le 23 mai 2015.

## Classements

### Hebdomadaires
| Classement(2015)             | Meilleure position |
| ---------------------------- | ------------------ |
| Italie (FIMI)                | 1                  |
| Suisse (Schweizer Hitparade) | 21                 |